# Leila Diniz
Leila Diniz (Niterói, Rio de Janeiro, 25 de març de 1945 − Nova Delhi, 14 de juny de 1972) va ser una actriu brasilera de televisió, cinema i teatre. Va morir jove, a la cúspide de la fama, en un accident aeri a Nova Delhi, Índia. Per les seves idees i actituds considerades massa «liberals» sobre sexe, ha suscitat el descontentament tant de les feministes com de la dictadura militar de l'època.

## Biografia
Nascuda en una família comunista de classe mitjana, Leila va començar a treballar com a mestra als 15 anys. Als 17, ha conegut el director de cinema Domingos de Oliveira, amb qui va viure fins als 21 anys. Entre 1962 i 1964 va tenir papers petits al teatre.
El 1965, va començar a treballar a la televisió, on va fer nombroses telenovel·les (12 en total), i va protagonitzar diversos anuncis publicitaris. El 1967, també va començar a fer pel·lícules (hi va haver 14 pel·lícules en total).
El 1969, va concedir una entrevista al famós setmanari satíric «Pasquim» en la qual, entre altres coses, va dir: «Es pot estimar massa a una persona i anar al llit amb una altra. Això em va passar a mi». La notícia va despertar tal còlera entre els militars que el setmanari va començar a publicar-se sota censura prèvia des d'allà.
Leila va tenir el seu contracte rescindit amb TV Globo, amb l'excusa de «problemes morals», però el 1970 va ser contractada com a membre dels jutges en el programa del presentador Flávio Cavalcanti, a la TV Tupi (Cavalcanti, curiosament, era un home de «dreta»).
El 1971, Leila va tenir una participació curta com a estrella del burlesque (gènere teatral en decadència a la dècada del 1970) i es va casar amb el director de cinema Ruy Guerra, pare de la seva única filla, Janaína. Una vegada més, va aconseguir ofendre la societat conservadora en anar a la platja en biquini, amb vuit mesos d'embaràs.
El 1972, en tornar d'un festival de cinema a Austràlia, on va guanyar el premi a la millor actriu per la pel·lícula «Mãos Vazias», va morir en un accident aeri a l'Índia.

## Filmografia
- 1967 - O Mundo Alegre de Helô - (Luisinha)
- 1967 - Mineirinho, Vivo ou Morto - (Maria)
- 1967 - Todas as Mulheres do Mundo - (Maria Alice)
- 1967 - Juego peligroso
- 1968 - Edu, Coração de Ouro - (Tatiana)
- 1968 - O Homem Nu - (Mariana)
- 1968 - A Madona de Cedro - (Marta)
- 1968 - Fome de Amor - (Ulla)
- 1969 - Corisco, o Diabo Loiro - (Dadá)
- 1969 - Os Paqueras - (com ella mateixa)
- 1970 - Azyllo Muito Louco - (Eudóxia)
- 1970 - O Donzelo - (cameo com ella mateixa)
- 1971 - Mãos Vazias
- 1972 - Amor, Carnaval e Sonhos

### Sobre ella
- 1987 - Leila Diniz (amb Louise Cardoso)[4]